# Kynismus
Der Kynismus [kyˈnɪsmʊs] (altgriechisch κυνισμός kynismos) war eine Strömung der antiken Philosophie mit den Schwerpunkten auf ethischem Skeptizismus und Bedürfnislosigkeit. Der moderne Begriff Zynismus ist von dem ursprünglichen Wort abgeleitet, hat jedoch im heutigen Sprachgebrauch eine andere Bedeutung.
Die ersten und bis heute bekanntesten Kyniker waren im 5. und 4. Jahrhundert v. Chr. der Sokrates-Schüler Antisthenes und danach dessen Schüler Diogenes. Die philosophische Strömung verebbte bald, gab jedoch einige ihrer Vorstellungen – auch über die Diogenes-Schüler Stilpon und Krates – an die spätere Stoa weiter.
Die Grundidee der kynischen Philosophie bestand darin, jeglichen Besitz auf das Allernotwendigste zu reduzieren, um Glückseligkeit durch größtmögliche Unabhängigkeit von äußerer Hilfe zu erreichen: „Ich besitze nicht, damit ich nicht besessen werde“. Die Kyniker kleideten sich (wenn überhaupt) in einfachste Gewänder, machten sich die Armut zur Regel, lebten von Almosen, zogen als Wanderprediger umher und schliefen auf der Straße oder in den Säulengängen der Tempel.
In ihrer Lehre eines „Zurück zur Natur“ verwarfen sie die Metaphysik als ebenso sinnlos wie Platons Ideenlehre. Sie betrachteten die Ethik als einzigen Leitfaden und die Natur als einzig wahres Vorbild. In letzterem Punkt gingen sie so weit, die freie Befriedigung des Geschlechtstriebes als ebenso natürlich anzusehen wie das Stillen des Hungers. Davon abgesehen finden sich viele Elemente ihrer asketischen Lebensweise später bei den Essenern Judäas oder den Mönchen des frühchristlichen Ägypten wieder.

## Namensherkunft
Die Bezeichnung leitete sich ursprünglich vom Kynosarges her, einem Athener Gymnasion, in dem Antisthenes unterrichtete. Die Halle war an jener Stelle erbaut worden, wo sich einst das Heiligtum des Herakles Kynósarges befand. Dieses verdankte seinen Namen wiederum einer mythologischen Erzählung um den Gründer Diomos, bei der ein Hund (griechisch κύων kýōn, Genitiv κυνός kynós) eine maßgebliche Rolle spielte.
Obwohl die Bezeichnung also ebenso zufällig war wie bei Platons Akademie und dem Lykeion des Aristoteles, drängte sich im Volk wohl eine Assoziation mit dem „Hundeleben“ der Kyniker auf. Die Philosophen griffen das – ganz „zynisch“ – auf und spielten selbst mit dieser Zuordnung. Diogenes etwa stellte sich in dem berühmten Dialog mit Alexander („Ich bin Alexander, der große König“) mit den Worten vor: „Und ich bin Diogenes der Hund“. Die Korinther setzten später einen Marmorhund auf sein Grab.
Einzelne moderne Philosophiehistoriker zweifeln die Namensherkunft trotzdem an.

## Überlieferung

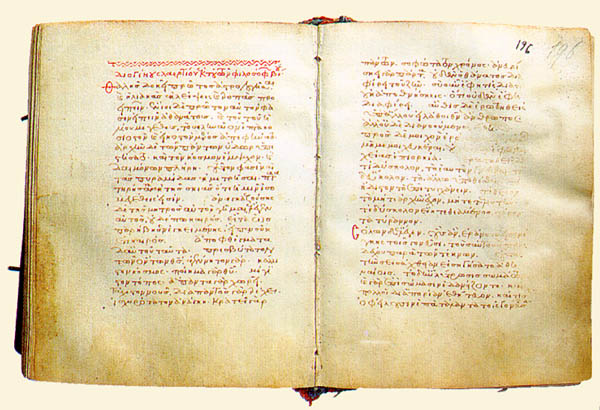
Eine Handschrift von Diogenes Laertios' Werk Über Leben und Lehren berühmter Philosophen, 13. Jahrhundert

Da von den Kynikern keinerlei Schriften hinterlassen wurden, ist ihr historisches Bild vor allem aus Berichten und Legenden geprägt. Dabei ist zu beachten, dass die Gestalt des Diogenes, aber auch die gesamte Lehre des Kynismus, bereits in der Antike sehr stark polarisierten. Die Berichte sind also entweder von einer Idealisierung des Diogenes zum unfehlbaren ethischen Vorbild geprägt, oder sie weisen seine Ansichten zurück, verzerren sie ins Lächerliche und tadeln seinen Lebenswandel als unmoralisch. Die oft nur anekdotenhaften Überlieferungen wurden dabei kaum hinterfragt, den darin klaffenden Lücken erstaunlich wenig Bedenken gewidmet. So ist z. B. lange unkritisch hingenommen worden, dass fast das gesamte antike Material über den Kynismus drei- bis fünfhundert Jahre jünger ist als die ersten Kyniker und dass nur eine geringe Zahl von Vertretern der sogenannten „kynischen Schule“ bekannt war.
Diogenes Laertios hat die Namen von Schriften der Kyniker überliefert; welche davon es tatsächlich gegeben hat, ist unklar. Von Antisthenes zählt er beispielsweise über 70 Titel auf.
Ein Zugang zum historischen Kynismus ist daher nur schwer zu gewinnen. Der Großteil der Quellen über den Kynismus stammt aus dritter Hand, von Marcus Tullius Cicero und Diogenes Laertios (3. Jahrhundert), der im 6. der 10 Bücher seines Werks Über Leben und Lehren berühmter Philosophen die Kyniker behandelt. Dass vom Kynismus nur wenig Material erhalten ist, hat mehrere Gründe. Zum einen liegt es daran, dass man dem Kynismus bereits im Altertum den Charakter einer echten Philosophenschule abgesprochen hat, da es sich eher um eine Lebensform handle. Tatsächlich gibt es aber einige wenige Kyniker, die sich sehr ausführlich mit der Literatur beschäftigten. Zu ihnen gehören Monimos und Krates, die – ganz im Gegensatz zu Diogenes – vor allem durch ihre schriftstellerische Tätigkeit als Satiriker und Moralisten bekannt wurden. Krates schrieb parodistische Tragödien, Hymnen, Elegien und Briefe, die allesamt verloren gegangen sind. Aber auch Antisthenes soll ein zehnbändiges Werk über die Lehren des Kynismus verfasst haben (von dem allerdings nur mehr Fragmente erhalten sind). Der Großteil ist im Laufe der Zeit verloren gegangen und nur wenige Werke sind teilweise erhalten geblieben (siehe auch Bücherverluste in der Spätantike).

## Lehre
Wegen der schlechten Überlieferungslage werden die Lehren der Kyniker aus den Anekdoten oft unter Rückgriff auf die verwandte Lehre der Stoa rekonstruiert. Zwar hat der Kynismus starken Einfluss auf die Stoa ausgeübt, doch philosophiehistorisch führt die Vermischung leicht zur Chimäre eines „kynisierenden Stoizismus“.

### Ethik
Höchstes Ziel ist für die Kyniker, wie für die meisten anderen nachsokratischen Schulen, das Erreichen des Glücks des Einzelnen. Der Weg dahin, den die Kyniker beschreiten wollen, ist dem der Stoiker sehr ähnlich: Nach der kynischen Lehre beruht Glück auf innerer Unabhängigkeit und Autarkie. Diese innere Freiheit wiederum könne man durch Tugend erreichen, die somit für sich selbst ausreichend zum Glück sei. Sie sei der einzig wahre Wert; alle anderen vermeintlichen Güter seien in Wirklichkeit Übel oder zumindest unwichtig für ein glückseliges Leben. Abweichend von den Stoikern weisen sie eine Verstrickung in das Streben nach anderen Gütern aktiv zurück, während die Stoiker passive Zurückhaltung empfehlen.
Worin die eigentliche Tugend besteht, scheinen die Kyniker nicht näher definiert zu haben. Am ehesten finden wir eine Antwort in den Anekdoten, die über die Kyniker verfasst worden sind: Primär ist die kynische Tugend als Vermeidung des Übels und Bedürfnislosigkeit zu verstehen. Letztere sichert die innere Freiheit und führt zu einem weiteren Grundsatz des Kynismus: der Orientierung an der Natur. Was natürlich ist, könne weder schlecht sein, noch ein Grund, sich dafür zu schämen. Somit ist für die Kyniker beispielsweise das öffentliche Leben des Diogenes oder die offene Tür von Krates und Hipparchia nicht skandalös, sondern natürlich und normal. Eine Art Vorbild stellten die Tiere dar, da sie einerseits Ansätze zur Kritik an der menschlichen Gesellschaft bieten, andererseits aber auch – so waren die Kyniker überzeugt – eine positive Anleitung zu einem glücklichen und richtigen, naturgemäßen Leben brachten.
Doch auch wenn die Bedürfnislosigkeit die Autarkie sichert, so führt sie zur Negation der althergebrachten Sitten, Normen und Gesetzen, der Kultur, Kunst und Familie, bis hin zur Erregung des öffentlichen Ärgernisses. Dieses muss in Kauf genommen, ja sogar erwartet werden: Durch die Bedürfnislosigkeit wird dem Schicksal aber möglichst wenig Angriffsfläche geboten: wer nichts besitzt, kann auch nicht enttäuscht werden, weil er nichts verlieren kann. Deswegen sind die größten Hindernisse auf dem Weg zum Glück Begierde, Angst (z. B. vor Schicksalsschlägen) und Unwissenheit. Denn nur durch Wissen sei Tugend erlernbar, wenn man auch bereit ist, das Erlernte umzusetzen. Der Kynismus ist in seinen Lehren und seiner Umsetzung also sehr radikal: alle äußerlichen, weltlichen Dinge sollen abgelegt werden, weil sie unglücklich machen und wider die Natur sind.
Die Mittel, mit denen die Kyniker „zubeißen“, um die bestehende Ordnung durch ein „natürlicheres“ zu ersetzen, sind das Vorleben der Armut, Provokation und Satire und Spott in Form von heftigen Bußpredigten, die durch einen aggressiven Stil des Vortrags, auffällige, extreme Bildersprache und derbe Anschaulichkeit gekennzeichnet sind, die sogenannte Diatribe (διατριβή). Diese verwenden auch Stoiker, besonders Seneca, und transformieren sie in eine lockere, im volkstümlichen Ton gehaltene moralphilosophische Rede. Diese wendete sich an ein breites Laienpublikum, um es durch unterhaltsame Belehrung zu erziehen und beeinflusste im Stil auch die frühchristliche Predigt sehr stark. Häufig waren die Kyniker auch darauf aus, durch Skandale Aufmerksamkeit zu erregen, um ihrem Protest gegen die bestehenden Verhältnisse Nachdruck zu verleihen.
Während der hellenistische Kynismus also sehr individualistisch ausgerichtet war, so änderte sich dies im Laufe der Jahrhunderte. Der Kynismus der römischen Kaiserzeit – ganz im Gegensatz zum Kynismus des Diogenes – trug fast schon religiöse Züge. Das Gemeinschaftswesen spielte nun eine große Rolle. Das Einzige, das sich nicht veränderte, waren die kompromisslosen Einstellungen in Bezug auf Askese und Bedürfnislosigkeit. So ist es auch kaum verwunderlich, dass der Kynismus mit dem Ende der Antike als eigenständige Philosophierichtung verschwand. Nur im Stoizismus lebten einige Grundgedanken weiter.
Kynismus und Stoa
Die Stoa folgt denselben ethischen Maximen wie im Kynismus. Während aber für die Kyniker das naturgemäße Leben, das mit Bedürfnislosigkeit einhergeht, ein Weg ist, um dem Schicksal, der Ananke, so weit es geht zu entfliehen, bedeutet für die Stoiker „secundum naturam vivere“ (Zenon), dass das Leben von Vernunft bestimmt ist, da sie uns erkennen lässt, dass Reichtum oder Ansehen nur vermeintliches Glück sind. Nicht die Vermeidung des Schicksals durch eine Trennung von natürlichen und unnatürlichen Bedürfnissen, sondern eine apathische Gleichgültigkeit gegenüber den Bedürfnissen ist das Ziel, nicht die Vermeidung des Schicksals, sondern die Hinnahme der Pflichten und Aufgaben, die sich aus den Zufällen von Geburt und Eignung ergeben.
Der Versuch der Kyniker, der öffentlichen Welt zu entrinnen, wird von der Stoa dafür kritisiert, dass so das eigene Ego, das noch immer mit Problemen, Sorgen und Ängsten kämpft, dem Glück im Weg steht.

“Effugisti vitia animi; non est tibi frons ficta, nec in alienam voluntatem sermo compositus, nec cor involutum, nec avaritia, quae, quicquid omnibus abstulit, sibi ipsi neget, nec luxuria pecuniam turpiter perdens, quam turpius reparet, nec ambitio, quae te ad dignitatem nisi per indigna non ducet: nihil adhuc consecutus es; multa effugisti, te nondum.”

„Du bist den Fehltritten des Geistes entflohen: deine Miene ist nicht verstellt, deine Rede ist nicht nach fremdem Willen geheuchelt und das Herz ist nicht von Dunkel verhüllt durch Habgier, welche, was auch immer sie allen weggenommen hat, sich selbst missgönnt, noch voll Verschwendungssucht, die das Vermögen sehr schändlich vergeudet, um es noch schändlicher wieder hereinzubringen, du hast keinen Ehrgeiz, der dich nicht zu Ansehen bringt, außer durch Unwürdiges (Verhalten): du hast noch immer nichts erreicht, hast vieles gemieden, dich selbst noch nicht.“

### Kosmopolitismus
Das altgriechische Wort für Kosmopolitismus taucht das erste Mal im Zusammenhang mit dem Kyniker Diogenes von Sinope auf. Auf die Frage woher er komme, soll er geantwortet haben, er sei Weltbürger (κοσμοπολίτης kosmopolites). Dieser Ausspruch soll wohl einen Gegensatz zu den zeitgenössischen Ansichten aufzeigen, denen gemäß jeder freie Mensch erstens Bürger einer Polis und zweitens Grieche (im Unterschied zu den nicht-griechischen Barbaren) war.

## Geschichte des Kynismus
Als Vertreter des Kynismus gelten
- im 5. und 4. Jahrhundert v. Chr. Antisthenes,
- im 4. Jahrhundert v. Chr. Diogenes von Sinope,
- im 4. und 3. Jahrhundert v. Chr. Onesikritos (Historiker), Krates von Theben und Hipparchia, Bion von Borysthenes,
- im 3. Jahrhundert v. Chr. Menippos von Gadara (Literat), Teles von Megara, Kerkidas (Literat),
- im 1. Jahrhundert v. Chr. Meleagros von Gadara (Literat) und
- während der römischen Kaiserzeit Demetrios (1. Jahrhundert), Dion Chrysostomos (1. und 2. Jahrhundert), Demonax, Peregrinus Proteus (beide 2. Jahrhundert), Salustios aus Emesa (5. Jahrhundert).

Wenig bis kaum etwas ist über die im 4. bzw. 3. Jahrhundert v. Chr. tätigen Kyniker Philiskos von Ägina, Monimos, Metrokles und Menedemos bekannt.

### Begründer

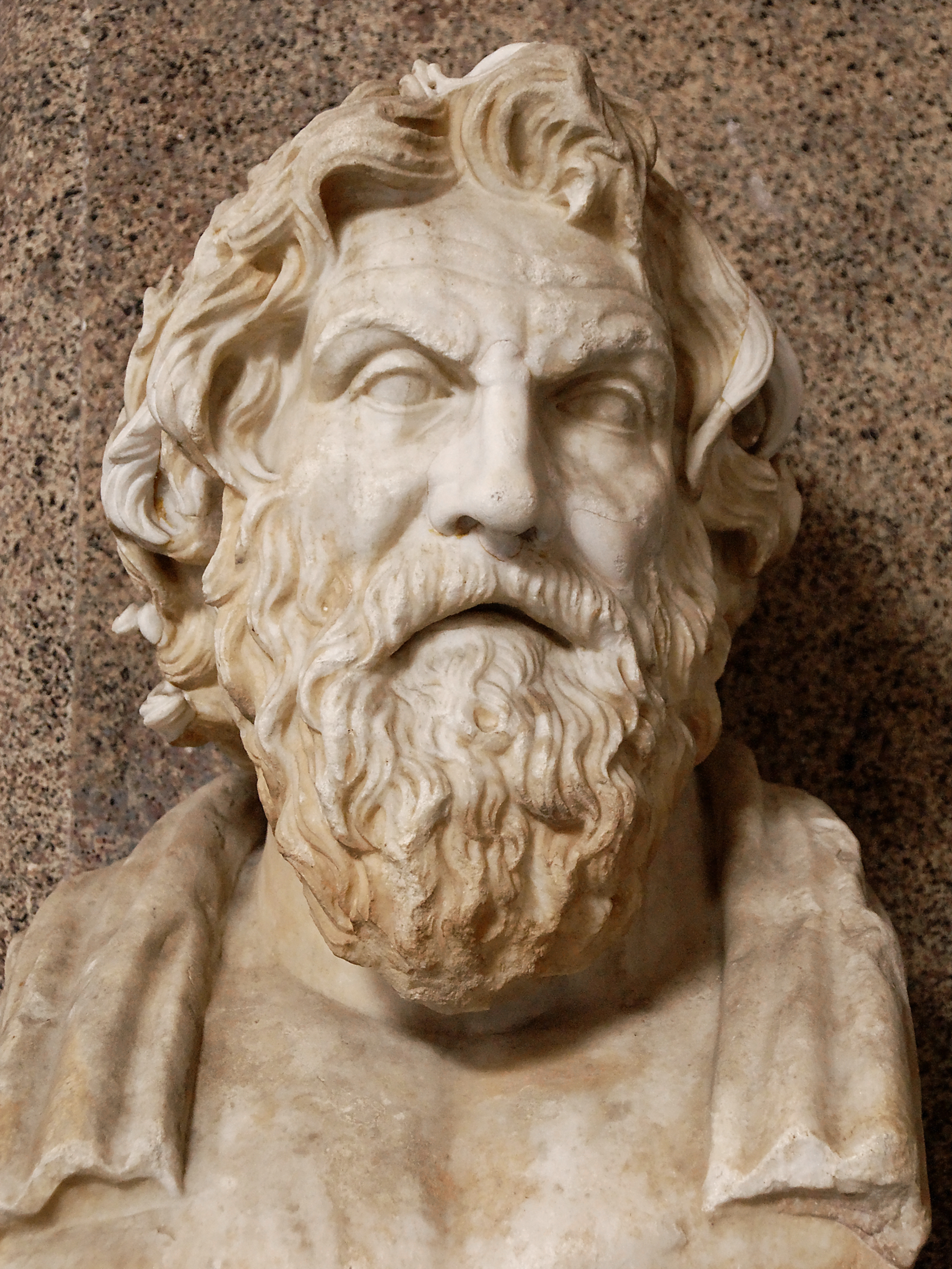
Eine der römischen Kopien der verschollenen, im 2. Jahrhundert v. Chr. entstandenen Antisthenes-Darstellung des Phyromachos

Als Begründer des Kynismus gelten der Sokrates-Schüler Antisthenes und sein Schüler Diogenes von Sinope. Antisthenes war im 5. und 4., Diogenes von Sinope im 4. Jahrhundert v. Chr. tätig.
Antisthenes riet zum Rückzug aus dem politischen Leben und den alten Werten zugunsten eines naturgemäßen Lebens, das weniger Enttäuschungen mit sich bringt. Der bedeutendste Schüler des Antisthenes war Diogenes von Sinope, der bekannteste Kyniker und eigentliche Begründer des Kynismus als Lebensform und philosophische Schule. Schüler des Diogenes waren Monimos und Krates von Theben, der wiederum der Lehrer von Zenon von Kition, dem Begründer der Stoa, war. Damit lassen sich Kynismus und Stoa gleichermaßen auf Antisthenes und damit auf Sokrates zurückführen. Die in der Antike aufgestellten Stammbäume der Philosophenschulen, die alle nachsokratischen Schulen auf Sokrates zurückführen, sollten jedoch historisch mit Zurückhaltung betrachtet werden.
Im Gegensatz zu Antisthenes ziehen sich Diogenes und die anderen Kyniker nicht völlig aus der Öffentlichkeit der Polis zurück, sondern provozieren und gehen in Opposition zu der bestehenden Ordnung, von der sie ahnen, dass sie dem Untergang geweiht ist.

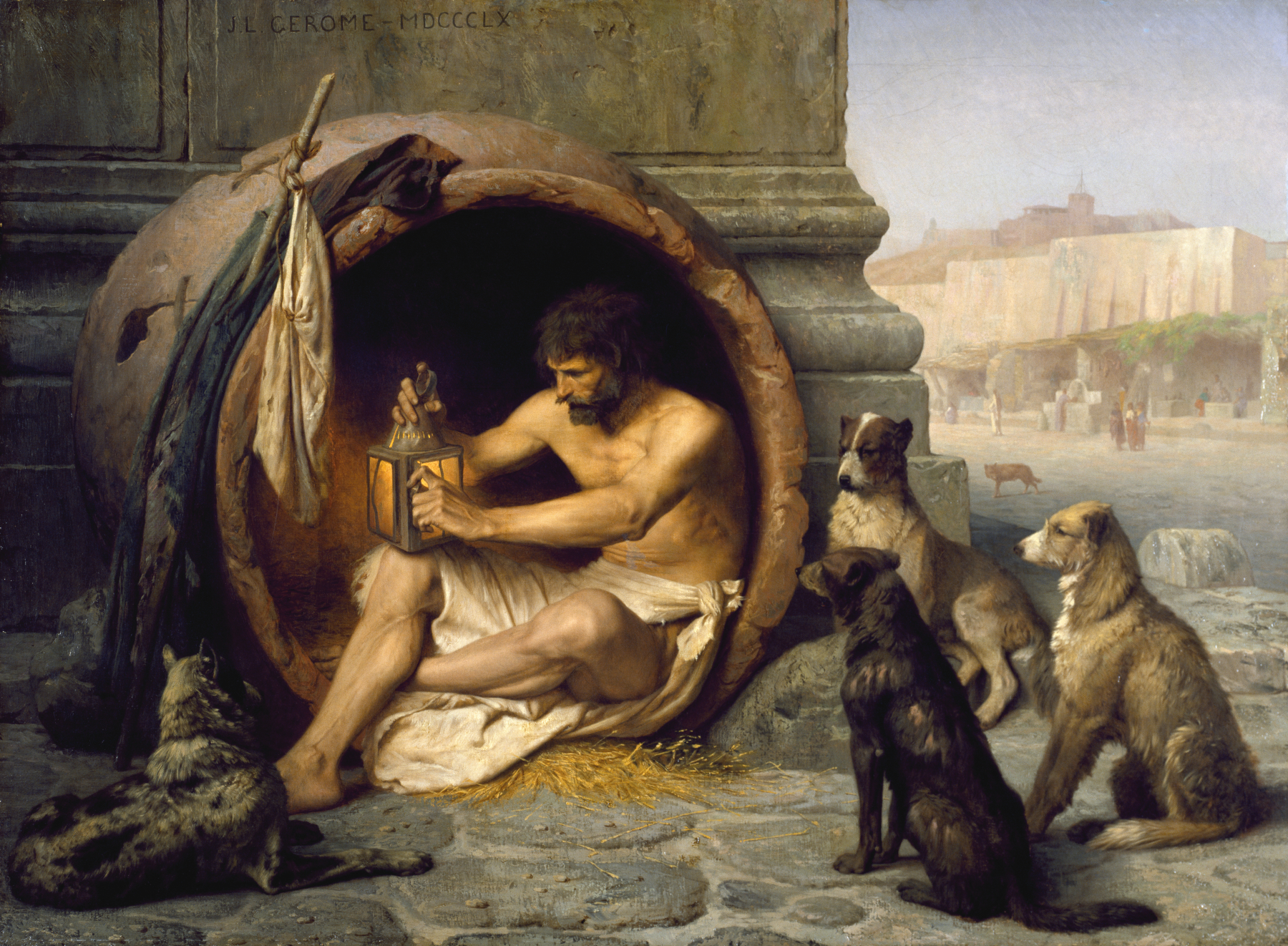
Diogenes von Jean-Léon Gérôme, 1860, neuzeitliche Phantasiedarstellung

In der Überlieferung zu Diogenes erfahren wir nichts, das nicht in Zweifel gezogen werden könnte. Nicht einmal seine historische Existenz ist klar nachweisbar, er findet nur bei einem einzigen zeitgenössischen Autor Erwähnung, bei Theophrast. Auch in der neuen Griechischen Komödie, die sonst eine der wichtigsten Informationsquellen über die öffentliche Wirkung griechischer Philosophen darstellt, treten von den Kynikern nur Monimos und Krates als Figuren auf. Erst mit dieser auf Diogenes folgenden Generation wird der Kynismus historisch einwandfrei fassbar. Alle unter seinem Namen verzeichneten Schriften wurden schon in der Antike für unecht erklärt.
Eine der bekanntesten Anekdoten über Diogenes, ja eine der populärsten Anekdoten aus der Antike überhaupt, ist die Begegnung mit Alexander dem Großen. Alexander soll Diogenes aufgesucht und ihm einen Wunsch gewährt haben, worauf dieser geantwortet habe: Geh mir ein bisschen aus der Sonne!

### Weitere Vertreter
Symbolträchtig ist die Handlung, mit der Monimos den Anfang seines kynischen Lebens setzte: Er war bei einem Geldwechsler angestellt. Als er über einen Geschäftsfreund seines Herrn von Diogenes hörte, war er so begeistert, dass er sich wahnsinnig stellte und so lange das Kleingeld sowie sämtliche Silbermünzen durcheinander warf, bis er entlassen wurde.
Weitere Kyniker dieser Zeit waren der ehemalige Geschichtsschreiber Onesikritos, Zoilos von Amphipolis, Menedemos und der Bruder der Hipparchia, Metrokles.

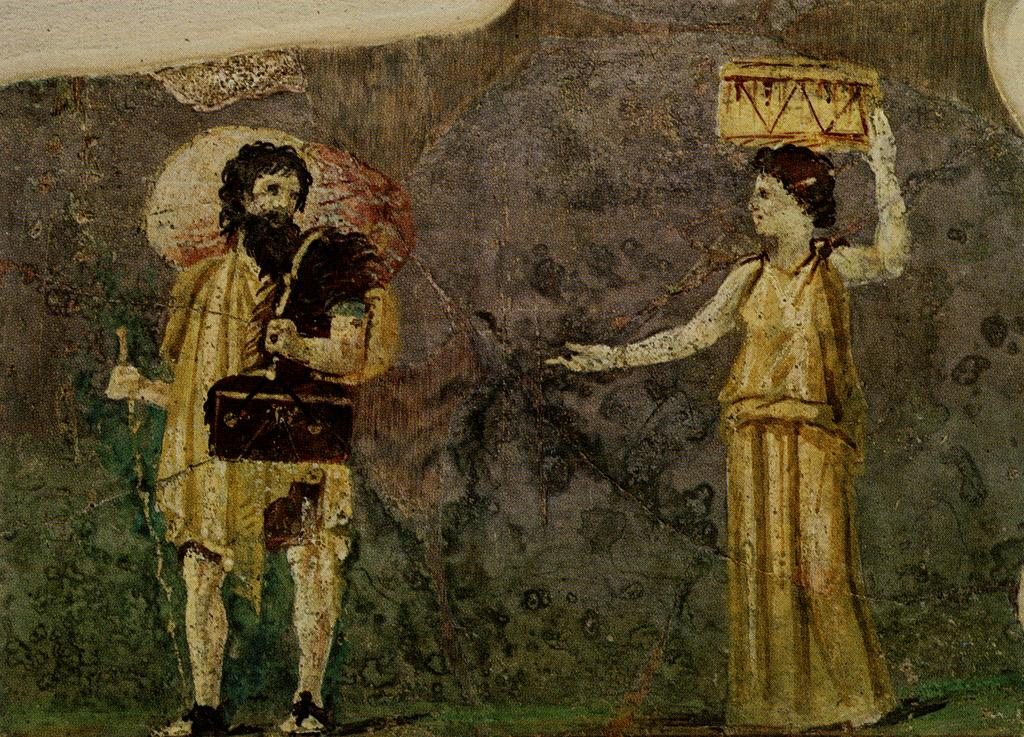
Die beiden Figuren auf dieser Wandmalerei aus dem 1. Jahrhundert werden von einigen Forschern als Krates und Hipparchia gedeutet.

Von Krates ist überliefert, dass er reich geboren sei, aber sein Vermögen und das seiner Frau Hipparchia zugunsten eines kynischen Bettlerlebens an seine Mitbürger verschenkt bzw. einen Teil für seine Kinder auf die Seite gelegt habe, für den Fall, dass diese nicht Philosophen würden (als Philosophen hätten sie den Reichtum nicht nötig). Auch soll er der menschenfreundlichste der Kyniker gewesen sein und dadurch den Beinamen „Türenöffner“ erhalten haben, weil er wegen seiner Freundlichkeit und seiner guten Ratschläge zu jedem Haus Zutritt hatte. Das hatte allerdings zur Folge, dass auch für Krates die von Diogenes berichtete Aufhebung der Trennung von Öffentlichem und Privaten galt. Er und seine Frau sollen in aller Öffentlichkeit miteinander geschlafen haben.
Hauptmerkmale der schriftlichen Werke von Monismos und Krates, die aus zweiter Hand überliefert sind, ist ein satirischer Ton, das „spoudogeloion“, der ernsthafte moralische Probleme mit Lächerlichem verbindet.

### Literarischer Kynismus
Ab etwa 300 v. Chr. entsteht eine Strömung des Kynismus, in der Parodie und Satire auf Kosten des philosophischen Gehalts in den Vordergrund treten. Vertreter dieser Strömung sind Bion, Menippos, Teles von Megara, Kerkidas und Meleagros.

### Kynismus bei den Römern
Prominente römische Vertreter des Kynismus während der römischen Kaiserzeit waren Demetrios, Dion Chrysostomos, Demonax, Peregrinus und Oinomaos.
Im Jahr 362 verfasste der römische Kaiser Julian zwei Reden (Gegen den Kyniker Herakleios und Gegen die ungebildeten Hunde), die gegen zeitgenössische Kyniker gerichtet waren. In der ersten wird Herakleios dafür kritisiert, dass er sich gegen die Götter und den Kaiser ausgesprochen hat; in der zweiten werden die römischen Kyniker als ordinäre Kyniker den alten Kynikern als den wahren Kynikern gegenübergestellt. Wie auch bei Epiktet findet man bei Julian eine stoisch geprägte Idealisierung des ursprünglichen Kynismus.

## Rezeption

### Antike
Seneca bewunderte seinen Zeitgenossen, den Kyniker Demetrius, für seine Bedürfnislosigkeit und Unerschütterlichkeit. Epiktet beschrieb den idealen Kyniker als von seiner Umwelt losgelösten Zeugen und Prediger Gottes. Neben solchen anerkennend positiven Bewertungen findet sich aber auch wiederholt Kritik am kynischen Schmarotzertum, am ungepflegten Äußeren der Kyniker und den oft provokanten Belästigungen ihrer Mitmenschen.

### Neuzeit
Als man im Frankreich des 17. Jahrhunderts auf der Suche nach antiken Lebensidealen war, trat der Kynismus ins Blickfeld neuzeitlicher Rezipienten. Zu dieser Zeit setzte man Kynismus mit der Missachtung gesellschaftlicher Konventionen gleich. In dieser Bedeutung wird das Wort ab dem 18. Jahrhundert auch in Deutschland gebraucht. Allgemein ist die neuzeitliche Begriffsgeschichte eng verwoben mit der Geschichte des Begriffs „Zynismus“.